# Carlos Terena
Carlos Justino Terena ou Carlos Terena (1954 - 2021)  como é mais conhecido, irmão de Marcos Terena, foi o organizador executivo e idealizador dos Jogos Mundiais dos Povos Indígenas.

## Biografia
Nascido na pequena aldeia conhecida como Posto Indígena de Taunay, município de Aquidauana, estado do Mato Grosso do Sul, no Brasil, em 1954, Carlos Terena pertence à etnia indígena Xané como se autodenominam os Terena.
Quando jovem foi para Brasília, onde colocou em pauta a discussão sobre os direitos da prevalência das culturas originárias, bem como foi ativista da demarcação e proteção das terras desses povos. Desde muito jovem, quando atleta, cultivava o sonho de manifestar um evento que reunisse as diversas etnias do mundo e celebrasse a cultura e a diversidade indígena. No ano de 1996, em Goiânia, Goiás, este sonho se concretizou com a realização da primeira edição dos Jogos dos Povos Indígenas. Com 12 edições nacionais e uma mundial até então, os Jogos dos Povos Indígenas se tornou um dos eventos culturais e desportivos mais importantes do mundo.
Carlos foi responsável pela metodologia de organização e execução do projeto dos Jogos dos Povos Indígenas. Além disso, Carlos também foi responsável pelo design e projeto das identidades visuais dos Jogos, principalmente relacionadas à logo dos eventos, e inclusive idealizador e coordenador da confecção de itens como medalhas e uniformes do evento.

Terena também foi o criador do Conselho Nacional de Pastores e Líderes Evangélicos Indígenas (Complei). 
"Carlos Terena era do Clã Xumonó, da metade oposta à minha (Sukirikionó), e primo do meu pai, Newton Galache, ambos naturais da Terra Indígena Taunay-Ipegue, em Mato Grosso do Sul. {...} Contam, nas histórias antigas, que nossa família descende de um grande rezador, chamado Pakakú, que via o futuro através dos sonhos e tinha poderes de cura, que remontam desde tempos nos quais não havia fronteiras brasileiras, paraguaias e bolivianas. Apenas o Chaco era nossa morada, chamado em nossa língua de Êxiwa. Das sementes do Koixomuneti (Pajé) Pakakú, saíram importantes figuras do Povo Terena, que se embrenharam em diferentes searas, principalmente em decorrência do contato exaustivo com a sociedade não indigena. Dessa linhagem de Pakakú, já tivemos parentes que lutaram na Guerra do Paraguai (1864-1870), na Segunda Guerra Mundial (1939-1945) e que desbravaram outros caminhos nesses séculos de histórias. Um desses Terena foi Carlos Justino Marcos, conhecido pela família como Maninho, e pelo mundo como Carlos Terena. Na juventude, mudou-se para Brasília, junto com outro grupo de jovens indígenas, e sempre com um sonho de reunir as diversas nações indígenas do mundo." relata Gilmar Terena, sobrinho de Carlos, para o Instituto Socioambiental. 
Carlos faleceu em 12 de junho de 2021, devido à complicações da Covid-19, aos 66 anos de idade. O Governo Federal, contudo, não reconheceu sua morte como consequência direta da Covid-19. A Sesai (Secretaria Especial de Saúde Indígena), órgão vinculado ao Ministério da Saúde e responsável pelos boletins epidemiológicos da pandemia, não "registra mortes de indígenas pela doença que tenham acontecido fora de territórios reconhecidos e homologados." A situação provoca uma conflitiva disparidade entre os dados divulgados pelo Governo Federal e os reunidos por entidades que avaliam os efeitos da pandemia sobre a população indígena.

Em vida, Carlos foi casado com Terezinha Batista Ribeiro, com quem teve duas filhas, a jornalista Maíra Elluké e a publicitária Melissa Mõngé, além da neta Hanna Allunoé.
"Nessa pandemia, as comunidades indígenas foram afetadas drasticamente pelo novo coronavírus, com a morte de inúmeras lideranças, que levaram consigo saberes milenares, como a pajé Iamony Menihako, o cacique Aritana Yawalapiti, o Kaiapó Paulinho Paiakan e agora nosso parente Carlos Terena. O legado dessas grandes lideranças segue agora nas mãos de seus filhos, sobrinhos e netos e, no caso de Maninho, de suas filhas, Maíra Elluké e Melissa Mõngé, além de sua neta Hanna Queiroz. São elas que trazem agora uma perspectiva feminina à luta dos nossos antepassados. Que nossos cantos ecoem pelas madrugadas, nesse mundo e em outros." relata Gilmar sobre a morte de Carlos.  

## Jogos dos Povos Indígenas
Ainda na adolescência, Carlos Terena tem um sonho. Neste sonho, diversos povos celebram juntos suas ancestralidades, esportes e tradições. É nesse momento que nasce a ideia de realizar os Jogos dos Povos Indígenas.
Os Jogos Mundiais dos Povos Indígenas são considerados o maior evento desportivo-cultural indígena das Américas. Os Jogos buscam a celebração e o envolvimento dos povos participantes, incentivando o respeito mútuo às vivências culturais e desportivas tradicionais e ocidentais. Com esse perfil inédito, o evento mostrará ao mundo a força e a diversidade indígena, a partir da raiz brasileira, com seus rituais, indumentárias, cantos, cores e jogos ancestrais.
Os Jogos nasceram em 1996, por meio de uma iniciativa indígena brasileira dos irmãos Carlos Terena e Marcos Terena, representantes do Comitê Intertribal – Memória e Ciência Indígena (ITC), com o apoio do Ministério do Esporte do Brasil. A concepção contou com a participação ativa dos diversos líderes indígenas, da sociedade civil e de instâncias governamentais.
A primeira edição dos Jogos Mundiais dos Povos Indígenas contou com a participação de 23 etnias brasileiras e delegações de 22 países – que puderam inscrever cada uma, até 50 atletas, totalizando cerca de 2.300 participantes. A programação foi realizada em 13 dias, sendo os três primeiros, de ambientação, com shows e passeios turísticos. Os dez dias seguintes foram dedicados ao esporte, à gastronomia e ao artesanato, numa verdadeira demonstração de cultura dos povos indígenas. Com isso, foram envolvidos brasileiros e estrangeiros, num ambiente que possibilitou vivências culturais diversificadas e focadas no respeito, na harmonia e na integração entre os povos.
Antes da idealização internacional, os “Jogos dos Povos Indígenas” chegaram a 12 edições, realizadas em diversas capitais do Brasil. Hoje, o evento é tido como um importante mecanismo de execução e consolidação de políticas públicas dedicadas à valorização, promoção e fomento à cultura dos povos indígenas, fortalecendo a sua diversidade, línguas tradicionais, rituais e representações artístico-culturais.

## Criações
Carlos Terena, além de idealizador e coordenador geral dos Jogos Mundiais dos Povos Indígenas, também foi criador responsável pela criação da identidade visual do evento. A logo criada por Carlos acompanhou a estrutura visual do evento durante toda sua trajetória nacional. Além de banners e materiais de divulgação, o logotipo esteve presente em uniformes, medalhas e troféus.
Em 2015, a primeira edição dos Jogos Mundiais dos Povos Indígenas surgiu com novo formato, agora internacional, e também com nova identidade visual. A criação gráfica de Carlos Terena rodou o mundo, estampando os Jogos Mundiais dos Povos Indígenas em noticiários, jornais e publicações que falavam sobre o evento. Além disso, o símbolo maior do evento foi estampado e bordado em roupas, acessórios e demais objetos que marcaram a primeira edição mundial do evento.

Em homenagem à edição histórica do evento, os Correios criaram um lote especial de selos comemorativos.
"Os Correios promovem, por meio do selo postal, os Jogos Mundiais dos Povos Indígenas, que acontecerão de 15 a 27 de setembro de 2015, em Palmas, no Estado do Tocantins, norte do Brasil, região com maior influência e concentração indígena no País." escreve Maíra Elluké, Coordenadora de Comunicação – Comitê Intertribal – Memória e Ciência Indígena (ITC).

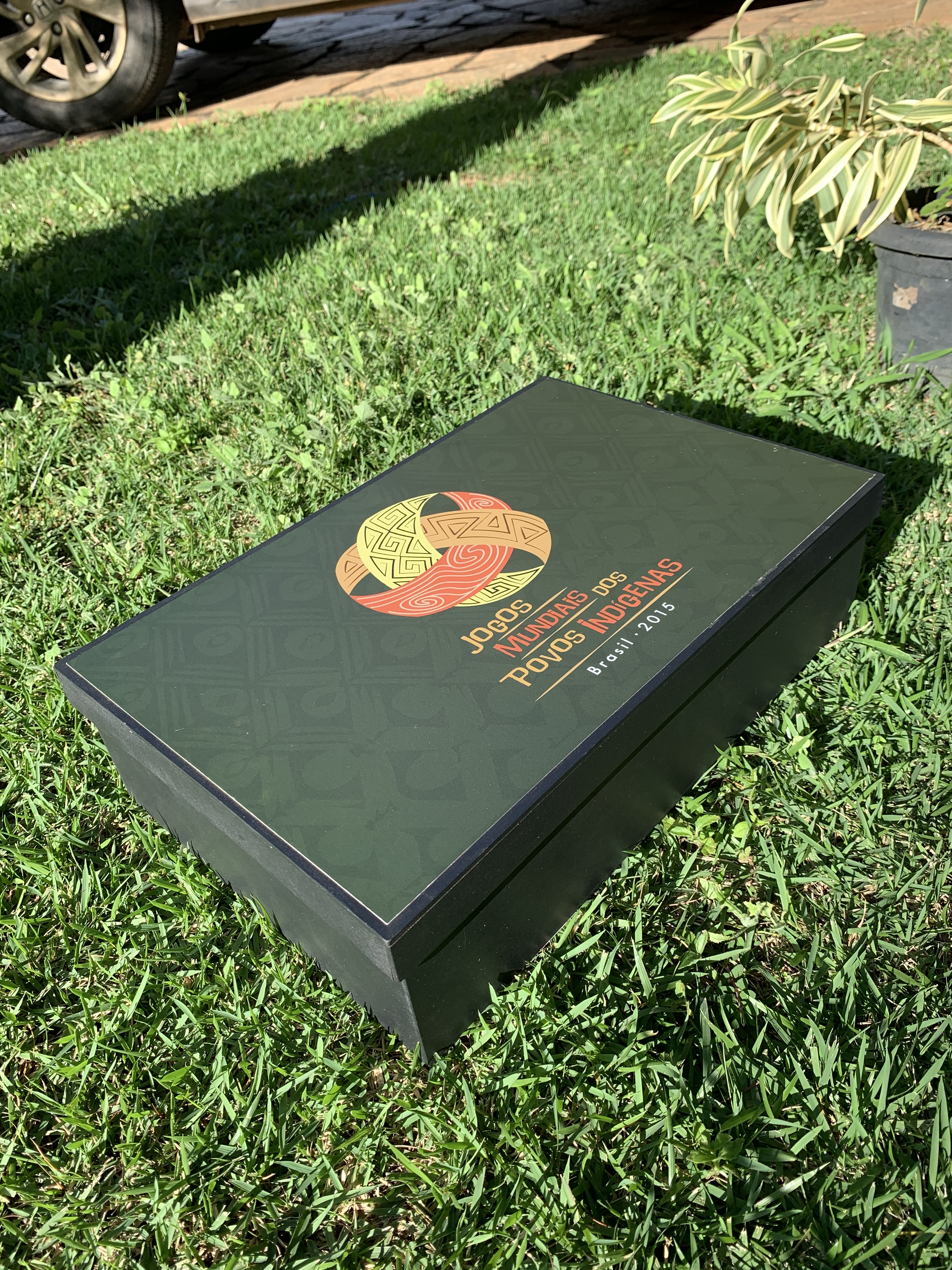
Caixa comemorativa do lançamento dos Jogos Mundiais dos Povos Indígenas
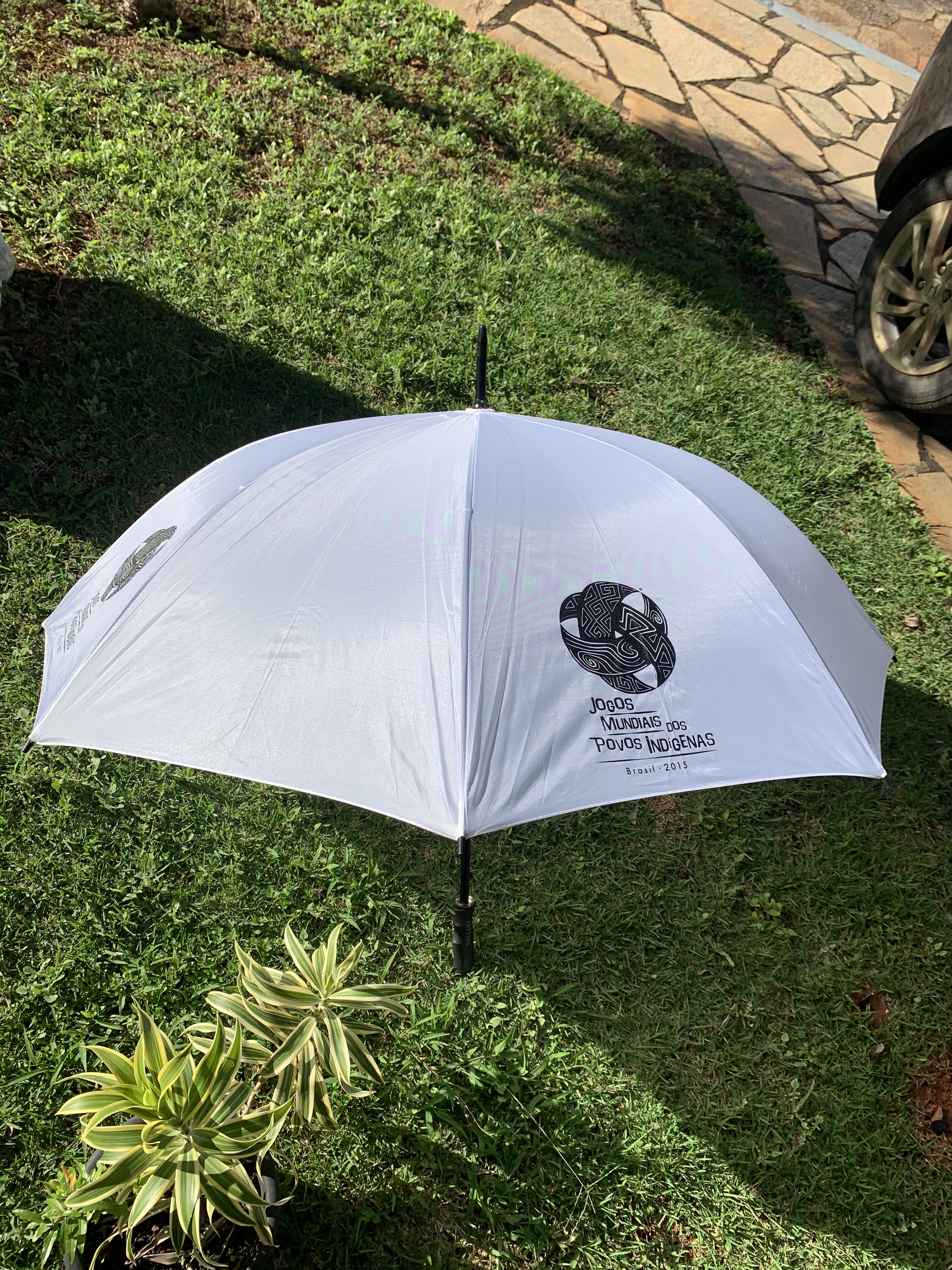
Guarda Chuva da 1ª edição dos Jogos Mundiais dos Povos Indígenas